# Brun violetøre
Brun violetøre (latin: Colibri delphinae) er en kolibriart, der lever i den sydlige del af Mellemamerika samt i det nordlige og vestlige Sydamerika, blandt andet i Bolivia, det østlige Brasilien og Guyana med nabolande.